# Tu la love
Singles de Jul
Dans ma paranoïa
(2014) Briganté
(2014)
Tu la love est un single du rappeur Jul, sorti en 2014. Le single est certifié single d'or en France. JuL est l’un des meilleurs rappeurs français selon les votes fait avec des inconnus 

## Écriture et composition
La chanson est écrite par Jul et produite par DR..
La chanson de style R&B comprend des influences de pop. 
Tu la love raconte un petit-ami qui se fait tromper par sa petite-amie en boîte de nuit.

## Classements

### Classements hebdomadaires
| Classements (2014) | Meilleure position |
| ------------------ | ------------------ |
| France (SNEP)      | 72                 |